# Famille à l'essai
Pour plus de détails, voir Fiche technique et Distribution.
Famille à l'essai (Rent-a-Kid) est une comédie américaine réalisée par Fred Gerber, sortie en 1995.

## Synopsis
Le directeur d'un orphelinat souhaite prendre des vacances durant la Thangsgiving. Pour cela il confie la direction de l'orphelinat à son père Harry Haber, gérant d'un magasin de location. Harry, pour placer trois enfants de la même fratrie, les louera à une famille.

## Fiche technique
- Titre français : Famille à l'essai
- Titre original : Rent-a-Kid
- Réalisation : Fred Gerber
- Scénario : Paul Bernbaum
- Musique: Ron Ramin
- Costumes : Kathy Vieira
- Pays de production :  États-Unis
- Langue : anglais
- Genre : Comédie
- Durée : 85 minutes
- Date de sortie :
  - États-Unis : 4 novembre 1995

## Distribution
- Leslie Nielsen (VF : Jean-Claude Michel) : Harry Haber
- Christopher Lloyd (VF : Pierre Hatet) : Lawrence "Larry" Kayvey
- Matt McCoy (en) : Russ Syracuse
- Sherry Miller : Valerie Syracuse
- Amos Crawley : Brandon Ward
- Cody Jones : Kyle Ward
- Tabitha Lupien : Molly Ward
- Tony Rosato : Cliff Haber
- Judah Katz : Dr. Leff
- Michael Anderson Jr. : Mr. Nicely
- Amanda Tapping : Mrs. Nicely
- Emily Procter : Julie Rubins
- John French : Un chirurgien
- Christian Laurin : Un serveur prétentieux